# 陈昌本
陈昌本（1935年—2022年3月11日），笔名鲁丹，男，山东青岛人，中华人民共和国政治人物，原中华人民共和国文化部副部长，中国作家协会原主席团委员、党组副书记、书记处书记，第九届全国政协委员。
2022年3月11日因病在北京逝世。